# Huckepack

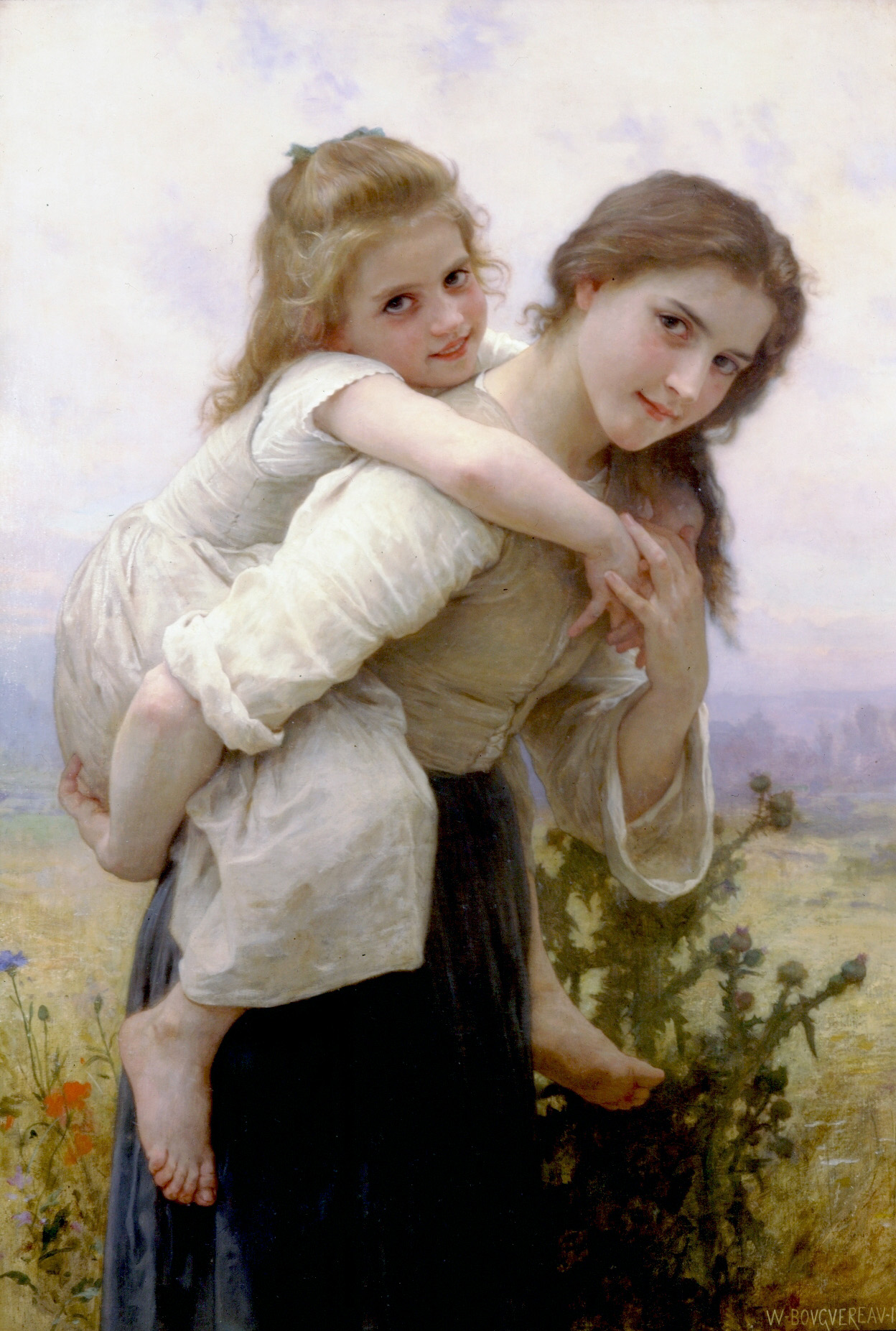
Gemälde William Adolphe Bouguereaus 1895

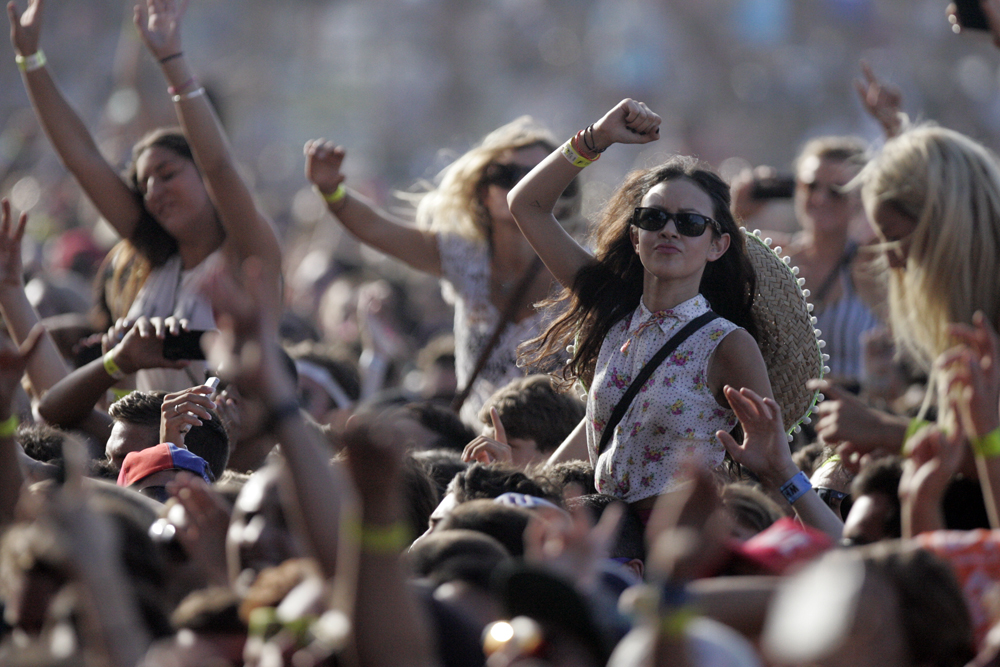
Auf Schultern sitzende Frauen in einer Menschenmenge

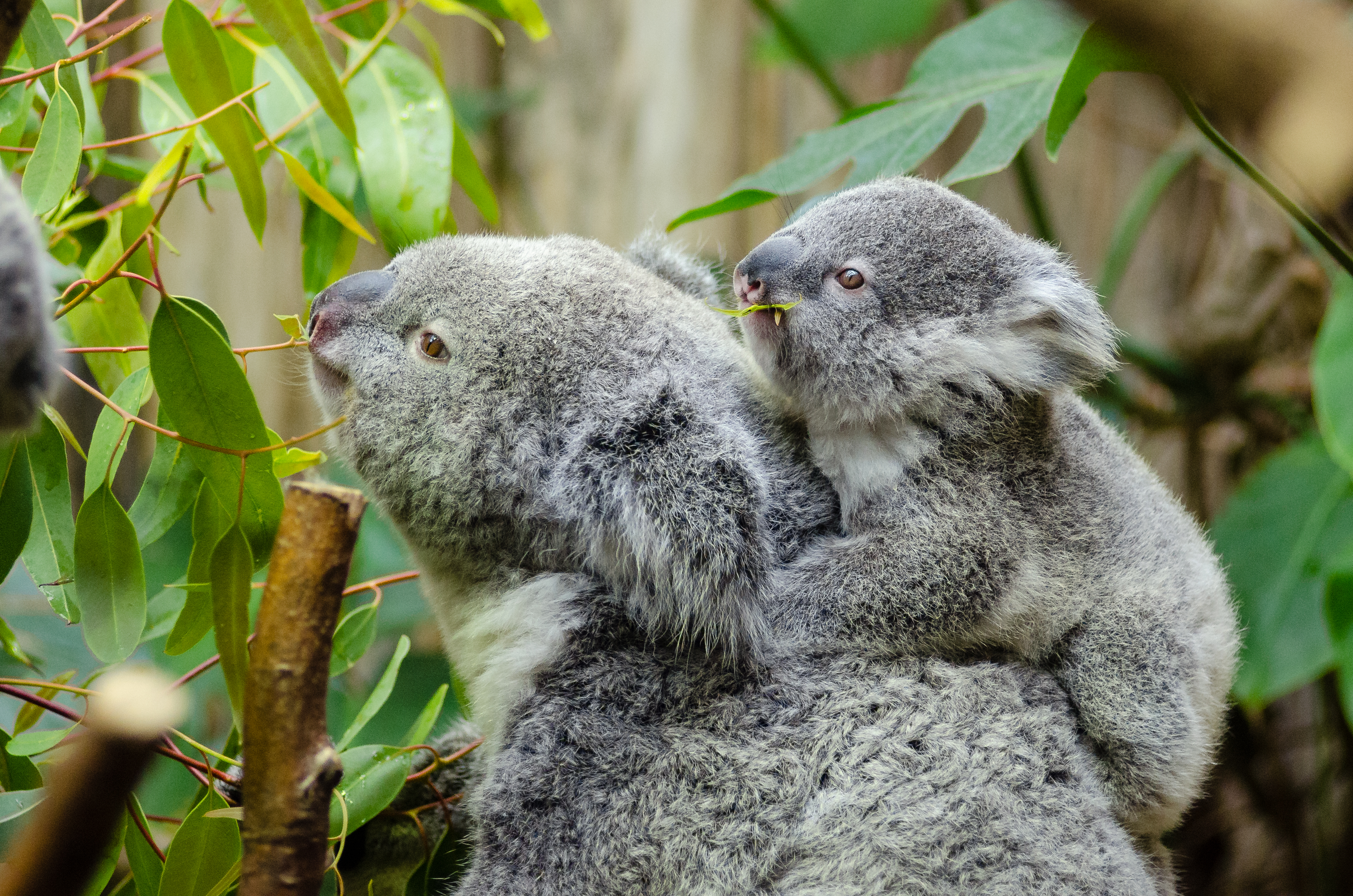
Koala im Huckepack

Huckepack (v. niederdt. hucken tragen, back Rücken) oder Bugganagga (Tirolerisch) bezeichnet allgemein das Tragen einer Person auf dem Rücken einer anderen. Dies dient dem Transport oder der Erhöhung der Position des Getragenen.
Beim Huckepack hängt der Getragene mit seiner Brust am Rücken des Trägers; um besseren Halt zu erlangen, schlingt er in der Regel seine Arme um die Schultern und seine Beine um die Taille des Trägers.

## Etymologie
Das Wort „huckepack“ wird seit dem 18. Jahrhundert verwendet. Sein etymologischer Ursprung ist nicht vollständig geklärt. Während der erste Wortteil auf das spätmittelhochdeutsche Hucke, das das Bündel des Hausierers bezeichnet, und das von diesem abgeleitete Verb hucken („als Last tragen“) zurückgehen soll, ist strittig, ob der zweite Wortteil auf das niederdeutsche back („Rücken“) oder das mittelhochdeutsche pack (ebenfalls „Bündel“) zurückgeht.